# Ride činel

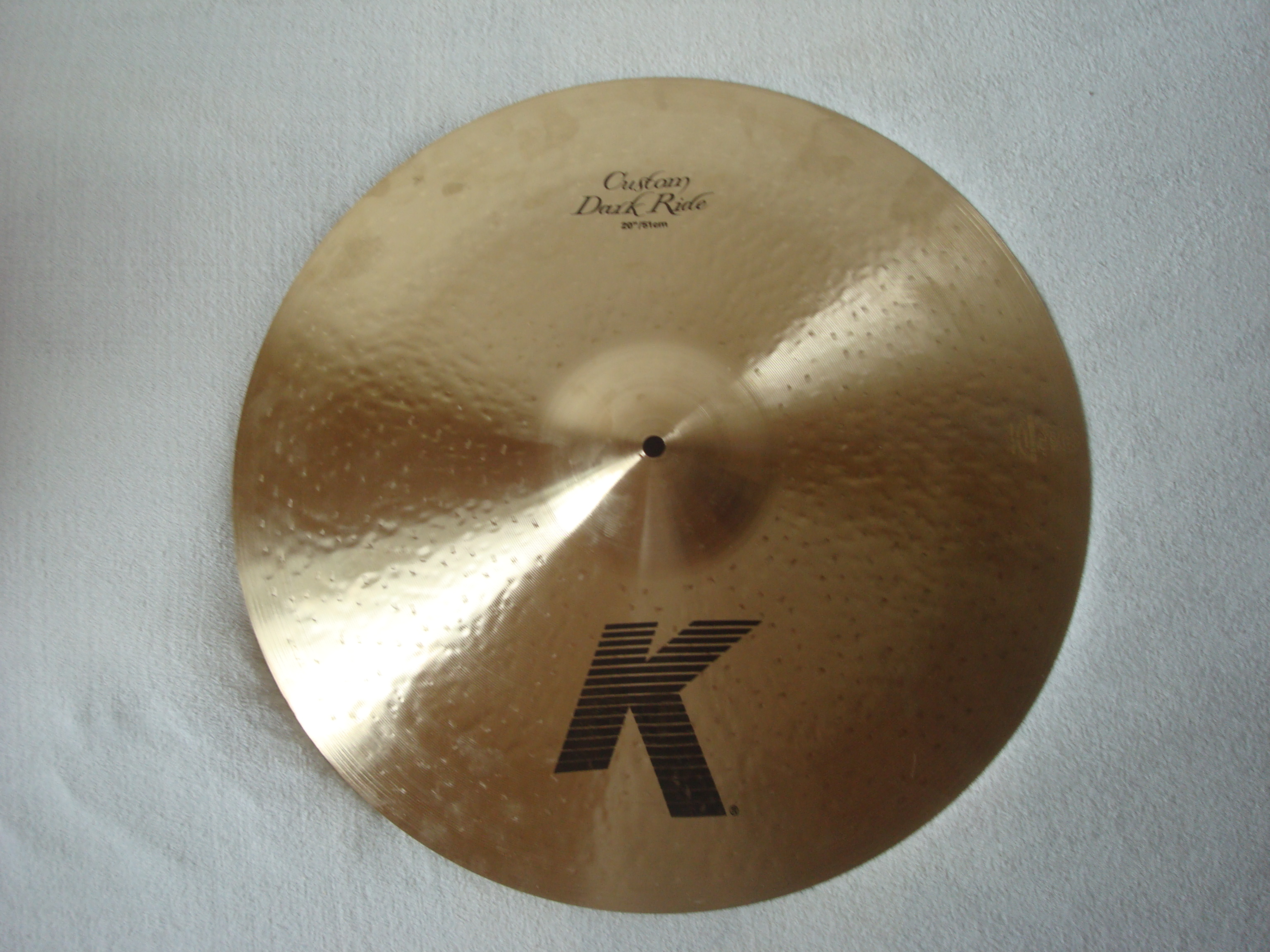
Ride činel Zildjian

Ride činel je součástí většiny bicích souprav. Jeho typickou vlastností je dlouhý sustain, který zůstává po úderu paličkou. Na ride činel se většinou udržuje stále stejná rytmická linka, podobně jako třeba na hi-hat. Ride činel je ale důraznější, proto se používá častěji v refrénech. Činel se často umisťuje vpravo nad floor tom. Ride činelů může být v bicí soupravě i několik.

## Rytmická linka
Typickou rockovou rytmickou linkou hranou na ride činel je jednoduché hraní osminových not. Někteří bubeníci ale dávají přednost hraní různých ostinátních rytmů, kdy jde o nějakou kombinaci osminových not a osminových pomlk.

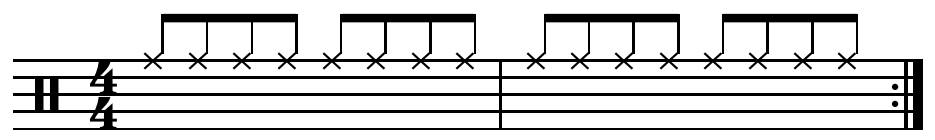
Základní rytmus hraný na ride činel v rocku a popu

V jazzu se na ride činel hraje swingový triolový rytmus nebo různé synkopické rytmy.

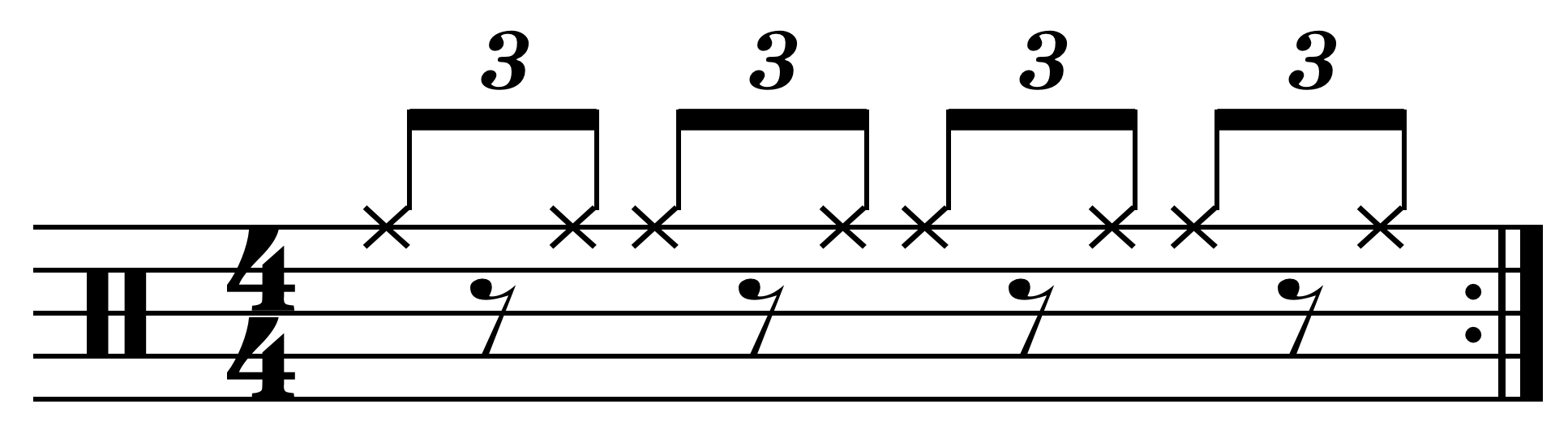
Základní jazzový rytmus

## Zvukové ukázky
|      | Typ úderu            | Ukázka (Ogg Vorbis) |
| ---- | -------------------- | ------------------- |
| Ride | Úder na tělo činelu  | 61 KB               |
| Ride | Úder na střed činelu | 71 KB               |
| Ride | Úder přes hranu      | 67 KB               |